# Antoine de Lonhy
Antoine de Lonhy (ca. 1446 - ca. 1490) was een Bourgondisch middeleeuws schilder, glazenier en miniaturist.

## Levensloop
Antoine de Lonhy werd voor het eerst vernoemd als Antoine de Loigny, wat verwijst als geboorteplek naar twee steden in het departement Saône-et-Loire: Lugny-lès-Charolles of Lugny, nabij Mâcon.
Hij werd eeuwenlang over het hoofd gezien en het is pas tegen het einde van de twintigste eeuw dat hij werd herontdekt. De kunsthistoricus Charles Sterling identificeerde hem in 1987 als de Meester van de Drievuldigheid in Turijn en als de meester van de Heures de Saluces. De historicus François Avril toonde in 1989 aan dat het om de Bourgondiër Antoine de Lonhy ging, bekend in het hertogdom Bourgondië en ook in Toulouse en Barcelona.
De Lonhy reisde veel. Men vindt hem terug in Bourgondië, waar hij in 1446 in dienst was van Nicolas Rolin. Hij werkte in 1449 voor Jean Germain, de bisschop van Chalon-sur-Saône.
Rond 1454 was hij in Toulouse gevestigd. In de kerk van Notre-Dame de la Dalbade realiseerde hij een fresco, die in 1891 werd herontdekt.
Hij werkte toen ook als glazenier. In 1460 sloot hij een contract met de kerk Santa María del Mar in Barcelona voor de uitvoering van een groot rozetvenster.
Hij maakte ook een retabel voor het klooster van de augustijnen in Barcelona.
In de periode 1470-1490 woonde en werkte hij in de gemeente Avigliana, in het bisdom Turijn en het hertogdom Savoye.

## Werken

### Schilderijen

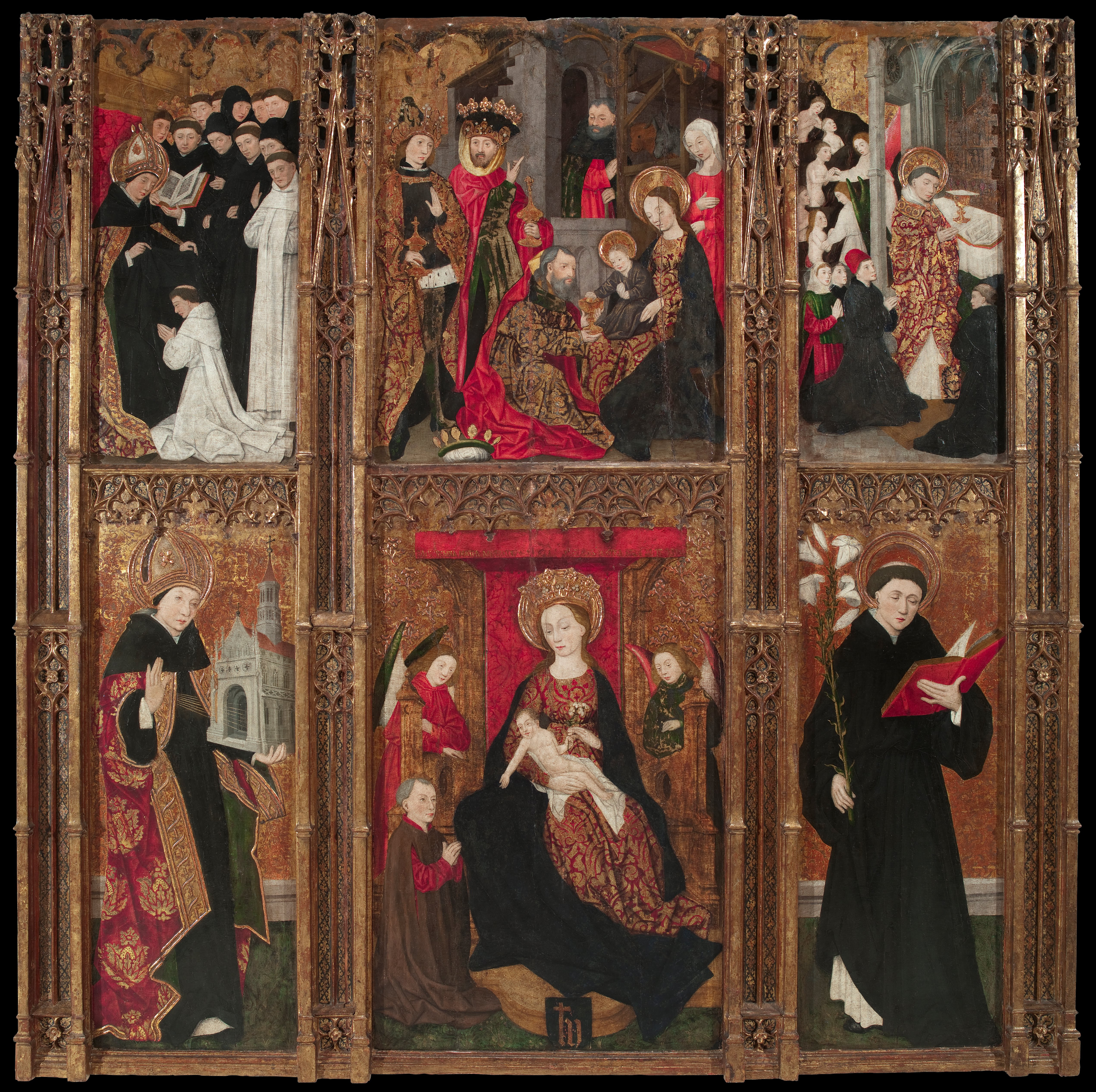
Retabel van de augustijnen in Domus Dei de Miralles

- Retabel bij de augustinen van Domus Dei (1461-1462), Musée national d'art de Catalogne in Barcelona.[4]
- Drievuldigheid van Turijn, Museo civico d'arte antica in Turijn.
- Piétà en sint Franciscus in de kapel Battagliotti, Galerie Sabauda, Turijn.
- Pannelen : Bevrijding van Sint Pieter en Val van Simon de Mafiër, parochiehuis van de Collégiale de Saint-Ours in Aosta.
- Presentatie in de tempel, museum van de Universiteit Bob Jones, Greenville (South Carolina).
- Het inslapen van de Maagd Maria, privécollectie in Italië.
- Gedeelte van retabel afkomstig uit de kerk van de dominicanen in Turijn, bestaande uit de panelen Geboorte,  Museum Mayer van den Bergh, Antwerpen, Prediking door de heilige Vincent Ferrier en Sint Jan Baptist met een schenkster, privécollectie Zwitserland.
- Sint Antonius mt een schenkster, privécollectie Zwitserland.
- Sint Anna met de Maagd en het Kind, Sint-Janskathedraal Turijn.
- De heilige Augustinus op een troon (verkocht bij  Christie's op 29 januari 2014 (lot 147)).[5]
- Dood van de Maagd Maria, privécollectie van Balbo Bertone, berustend in het Museum voor Oude Kunst in Turijn.

### Miniaturen

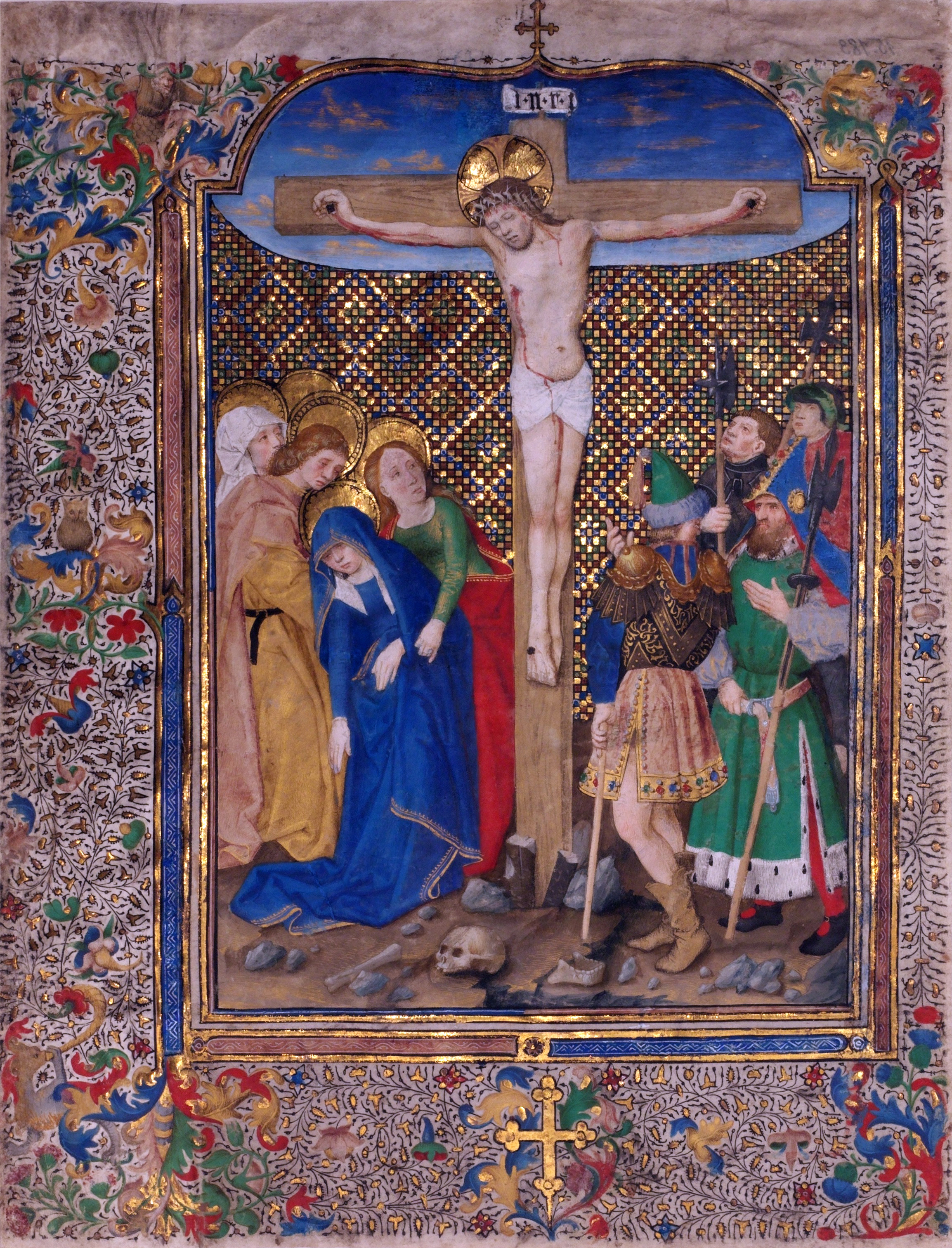
Kruisiging door Antoine de Lonhy, Nationaal Museum Praag.

- Gebedenboek voor Besançon, vers 1450, Morgan Library and Museum, New York, M.196.[6]
- Gebedenboek, veiling Helmut Tenner in Heidelberg op 7 mei 1968 (lot 6).
- Gebedenboek van Hugues de Clugny, Franse privéverzameling, veiling Sotheby's op 10 december 1980 (lot 103).
- Mappemonde spirituelle van Jean Germain, bisschop van Nevers, daarna van Chalon-sur-Saône, 1449, Bibliotheek van de Academie in Lyon.
- Gebedenboek voor Rome, Toulouse, ca. 1457-1460, Stadsbibliotheek Toulouse.
- Gebedenboek voor de Saluces[7],
- Gebedenboek voor Rome, 14 miniaturen, Piémont, ca. 1465-1470, Morgan Library and Museum.
- Gebedenboek, Walters Art Museum.[8]
- Brevier voor Parijs, privé verzameling.
- Graduaal, Piémont, Detroit Institute of Arts.
- Breve Dicendorum compendium, 3 miniaturen Nationale Bibliotheek in Turijn.

### Glasramen
- Groot rozetvenster op de westelijke zijde van de Santa Maria del Mar in Barcelona.[9]

## Voetnoten
1. ↑  « Études savoyardes II : le maître de la Trinité de Turin », L'Œil, no 215, p. 21.
2. ↑  Initiale CNRS : Mappemonde spirituelle, manuscrit, Lyon, BM
3. ↑  Abbé Douais, « Fresque de la Dalbade de 1454 », Bulletin de la Société archéologique du Midi de la France, 1891, no 7, p. 109-116 (lire en ligne)
4. ↑  (en)  Notice de l'œuvre sur le site du musée
5. ↑  Notice de la vente
6. ↑  Notice de la Morgan
7. ↑  C. Gardet, Les Heures d'Aimée de Saluces, vicomtesse de Polignac, et de Catherine d'Urfé sa fille. Aspects internationaux et évolution dans la peinture des États de Savoie au XVe siècle, Annecy, 1985.
8. ↑  Notice et reproduction sur le site du Walters
9. ↑  J. Ainaud i de Lasarte, J. Villa-Grau, M. A. Escudero i Ribot, Els vitralls medievals de l'esglesia de Santa Maria del Mar à Barcelona (Corpus vitrearum Medii Aevi, Espanya 6, Catalunya 1), Barcelone, 1985.

- Bibliothèque nationale de France: cb15499821r (data)
- Gemeinsame Normdatei: 130295698
- International Standard Name Identifier: 0000 0000 7095 1072
- Library of Congress Control Number: nr98018694
- Système universitaire de documentation: 191614548
- Union List of Artist Names: 500046216
- Virtual International Authority File: 95985916
- WorldCat: E39PBJqFQhrt934prbMyYkkJjC